# Municipio de Pana
El municipio de Pana (en inglés: Pana Township) es un municipio ubicado en el condado de Christian en el estado estadounidense de Illinois. En el año 2010 tenía una población de 6647 habitantes y una densidad poblacional de 52,11 personas por km².

## Geografía
El municipio de Pana se encuentra ubicado en las coordenadas 39°24′23″N 89°5′23″O / 39.40639, -89.08972. Según la Oficina del Censo de los Estados Unidos, el municipio tiene una superficie total de 127.55 km², de la cual 126,98 km² corresponden a tierra firme y (0,45 %) 0,57 km² es agua.

## Demografía
Según el censo de 2010, había 6647 personas residiendo en el municipio de Pana. La densidad de población era de 52,11 hab./km². De los 6647 habitantes, el municipio de Pana estaba compuesto por el 98,48 % blancos, el 0,08 % eran afroamericanos, el 0,05 % eran amerindios, el 0,57 % eran asiáticos, el 0,12 % eran de otras razas y el 0,71 % eran de una mezcla de razas. Del total de la población el 0,75 % eran hispanos o latinos de cualquier raza.